# Біловізька сільська рада
Білові́зька сільська́ ра́да — колишній орган місцевого самоврядування в Рокитнівському районі Рівненської області. Адміністративний центр — село Біловіж.

## Загальні відомості
- Біловізька сільська рада утворена в 1940 році.
- Територія ради: 195,597 км²
- Населення ради: 1 755 осіб (станом на 2001 рік)

## Населені пункти
Сільській раді були підпорядковані населені пункти:
- с. Біловіж
- с. Купель
- с. Мушні

## Склад ради
Рада складалася з 16 депутатів та голови.
- Голова ради: Козаченко Наталія Іванівна
- Секретар ради: Таргонський Іван Іванович

### Керівний склад попередніх скликань
| Прізвище, ім'я, по батькові | Основні відомості                                                 | Дата обрання | Дата звільнення |
| --------------------------- | ----------------------------------------------------------------- | ------------ | --------------- |
| Левківський Микола Іванович | Сільський голова, 1952 року народження, безпартійний              | 26.03.2006   | 31.10.2010      |
| Козаченко Наталія Іванівна  | Сільський голова, 1966 року народження, освіта вища, безпартійний | 31.10.2010   | 17.11.2020      |

Примітка: таблиця складена за даними сайту Верховної Ради України